# Boom Boom Bass
"Boom Boom Bass"는 대한민국 보이 밴드 라이즈가 녹음한 곡이다. 2024년 6월 17일 SM 엔터테인먼트를 통해 발매되었고 카카오엔터테인먼트와 RCA 레코드가 유통하였으며, 라이즈의 EP "RIIZING"의 다섯 번째 싱글이자 리드 트랙이다.

## 배경 및 발매
2024년 3월 5일, SM 엔터테인먼트는 라이즈가 5월에 Riizing Day 투어를 시작하고 2024년 2분기에 새로운 싱글과 EP를 발매할 것이라고 발표했다. 4월에는 "Siren"(4월 3일), "Impossible"(4월 18일) 두 곡의 싱글을 발매했으며, 4월 29일에는 RIIZING EP의 b-sides 세 곡을 추가로 발매했다. 5월 20일, SM은 EP의 발매일과 트랙 리스트, 리드 싱글 "Boom Boom Bass"의 이름을 확정했다. "Boom Boom Bass"는 RIIZING EP와 함께 6월 17일에 동시 발매되었다.
라이즈의 1주년 기념 행사의 일환으로, 서울시립교향악단의 60명 단원과 40명의 추가 베이시스트가 연주한 "Boom Boom Bass"의 오케스트라 편곡 버전이 9월 14일에 발매되었다.

## 작곡
"Boom Boom Bass"는 피터 발레비크, 다니엘 데이비드센, 데이비드 아크라이트, 벤 사마마가 작사 및 작곡했으며, 발레비크와 데이비드센은 편곡에 기여했다. 한국어 가사는 길정진과 차마네가 참여했다.
이 곡의 프로덕션은 강렬하고 "그루브한" 베이스 라인, "펑키한" 디스코 비트, 댄스 리듬으로 구성되어 있다. 가사적으로 "Boom Boom Bass"는 "음악의 힘을 기념하고" "소리를 통해 다른 사람들과 소통하는 것"에 관한 것이다. "Boom Boom Bass"는 바단조의 키로 작곡되었으며, 템포는 분당 117비트이다.

## 평가
클래시의 이사벨라 완더뮤렘은 이 곡에 대해 "전염성 있는 에너지"를 가졌고 "매혹적이고 중독적"이라며 긍정적인 평가를 내렸다. 그녀는 또한 밴드 멤버들의 보컬이 곡의 리드미컬한 분위기를 "완벽하게 보완한다"고 언급했다.

## 뮤직 비디오
"Boom Boom Bass"의 뮤직 비디오는 6월 10일 라이즈의 공식 유튜브 채널에 공유된 "Find That Bass"라는 제목의 46초 영상에서 처음 공개되었다. 티저에서 그룹은 다양한 장면을 통해 "전설의 베이스 기타"를 찾아다니며 곡의 인스트루멘탈 베이스라인 클립이 재생된다. 이 영상은 6월 15일 24초 영상 클립으로 추가 티저가 공개되었다.
Oui Kim이 감독한 "Boom Boom Bass"의 뮤직 비디오는 곡과 EP 발매와 동시에 6월 17일 SM 엔터테인먼트 공식 유튜브 채널에 공개되었다. 뮤직 비디오에서 그룹 멤버들은 음악 상점, 저택, 교차로, 옥상에서 곡을 연주하며 "전설의 베이스 기타"를 찾아 나서는 내용이다.

## 라이브 공연
"Boom Boom Bass" 발매 후 라이즈는 6개의 대한민국 음악 프로그램에서 공연했다: 6월 20일 Mnet의 엠카운트다운, 27일, 7월 4일, KBS의 뮤직뱅크는 6월 21일, 28일, 7월 5일, MBC의 쇼! 음악중심은 6월 22일, 7월 6일, 17일, SBS의 인기가요는 6월 23일, 30일, 7월 7일, SBS M의 더 쇼는 6월 25일, MBC Plus의 쇼 챔피언은 6월 26일이었다.
Mnet의 Performance37에서도 공연되었다. 라이즈의 2024년 Riizing Day 콘서트 투어의 세트리스트에도 추가되었으며, 7월 17일 필리핀 케손시티에서 열린 곡 발매 후 첫 공연부터 포함되었다.
밴드는 2024년 11월 30일 멜론 뮤직 어워드에서 "Combo"와 함께 메들리 공연으로 이 곡을 선보였다. 공연은 라이즈 멤버 안톤의 베이스 기타 연주, 은석과 성찬의 페어 안무, 그리고 쇼타로, 원빈, 소희의 댄스 브레이크로 시작되었다.

## 크레딧 및 참여 인원
크레딧은 RIIZING 라이너 노트에서 발췌했다.
스튜디오
- SM Dorii 스튜디오 - 녹음
- SM Wavelet 스튜디오 - 녹음, 디지털 편집
- Doobdoob 스튜디오 - 디지털 편집
- SM 콘서트 홀 스튜디오 – 믹싱
- Sterling Sound – 마스터링

참여 인원
- SM 엔터테인먼트 – 이그제큐티브 프로듀서
- 장철혁 – 총괄 감독
- 라이즈 – 보컬
- 피터 발레비크 (PhD) - 작사, 작곡, 편곡, 피아노, 악기 프로그래밍
- 다니엘 데이비드센 (PhD) – 작사, 작곡, 기타
- 벤 사마마 – 작사, 작곡, 백 보컬
- 데이비드 아크라이트 – 작사, 작곡, 백 보컬
- 길정진 - 한국어 작사
- 차마네 - 한국어 작사
- Junny - 백 보컬
- 헨릭 린더 - 베이스 기타
- G-High - 보컬 디렉팅, 프로 툴스
- 정재원 - 녹음
- 강은지 - 녹음, 디지털 편집
- 권유진 – 녹음
- 남궁진 – 믹싱
- 크리스 게링거 – 마스터링

## 차트
| 차트 (2024)                        | 최고 순위 |
| ---------------------------------- | --------- |
| 글로벌 (미국 제외) (빌보드)        | 87        |
| 일본 (재팬 핫 100)                 | 41        |
| 일본 합산 싱글 (오리콘)            | 40        |
| 대한민국 (빌보드)                  | 11        |
| 대한민국 (써클)                    | 17        |
| 영국 다운로드 (오피셜 차트 컴퍼니) | 76        |

| 차트 (2024)     | 순위 |
| --------------- | ---- |
| 대한민국 (써클) | 20   |

| 차트 (2024)     | 순위 |
| --------------- | ---- |
| 대한민국 (써클) | 79   |

## 발매 역사
| 지역        | 날짜            | 형식                     | 버전       | 레이블      |
| ----------- | --------------- | ------------------------ | ---------- | ----------- |
| 다양한 지역 | 2024년 6월 17일 | 디지털 다운로드 스트리밍 | 원곡       | SM 카카오   |
| 다양한 지역 | 2024년 9월 14일 | 디지털 다운로드 스트리밍 | 오케스트라 | SM Classics |